# ピーター・ジャクソン
ピーター・ロバート・ジャクソン（Peter Robert Jackson, KNZM、1961年10月31日 - ）は、ニュージーランド出身の映画監督、映画プロデューサー、脚本家、俳優。おなじく脚本家で映画プロデューサーのフランシス・ウォルシュとの間に2子がいる。
初監督したスプラッター・ホラーの『バッド・テイスト』が評判となり、『ミート・ザ・フィーブル 怒りのヒポポタマス』と『ブレインデッド』もヒットしカルト映画の巨匠となる。
『ロード・オブ・ザ・リング』三部作で数々の記録を打ち立てた。

## 生い立ち
ウェリントン郊外プケルア・ベイ生まれ。両親はイングランドからの移民である。
レイ・ハリーハウゼン作品とテレビシリーズ『サンダーバード』、エルジェのバンド・デシネ作品『タンタンの冒険』の大ファンとして少年時代を過ごす。
9歳のときにテレビで見た『キング・コング』に魅了され、両親が友人夫妻から貰った8mmカメラを使い短編映画を撮り始める。12歳の頃にはボール紙で作ったエンパイア・ステート・ビルをセットに『キング・コング』のリメイクに挑戦するが、技術の未熟さを痛感し断念。しかしこの時の熱意は30年後に成就することとなる。
17歳で高校を中退し、イブニング・ポスト社（現・ドミニオン・ポスト社）に入社。写真技術者見習いとなる。新聞社の研修でオークランドへ派遣された際、長時間の列車移動の暇つぶしに『指輪物語』を持参。車中で大きな感動を覚えた。その後、友人たちとスプラッター映画の自主制作を開始。学生映画祭やアマチュア映像展に出品するも評価は得られなかった。

## キャリア
1987年に製作プロダクション「ウイングナット・フィルム」を設立。同年、監督・脚本・主演・特撮を手掛け4年の歳月を掛け完成させた『バッド・テイスト』がカンヌ国際映画祭で評価され、一躍カルト映画の監督として世界的に名が知れるようになる。1989年に『ミート・ザ・フィーブル』を制作し、特撮を担当したクリエーターのリチャード・テイラーと知り合う。以降『ロード・オブ・ザ・リング』を含め二人の共同作業が始まる。
1993年にVFX会社WETAデジタルを設立しカルト色の強いスプラッター・ホラー映画を製作。1994年に公開された『乙女の祈り』（英題: Heavenly Creatures）では、それまでのホラーコメディー作品から大きく作風を変え、ティーンエイジャーの不安定な内面を幻想的な映像表現で描いた。ジャクソンはこの映画でヴェネツィア国際映画祭銀獅子賞（監督賞）他、16の映画賞を受賞した。1995年に、ニュージーランドの映画制作者コリン・マッケンジーを描いた擬似ドキュメンタリー作品『Forgotten Silver』を発表。1996年にロバート・ゼメキスプロダクションとの共同制作でマイケル・J・フォックスを起用した『さまよう魂たち』（英題: The Frighteners）を公開しハリウッド映画へ本格参入。1995年に『キング・コング』のリメイク制作が決定していたが『GODZILLA』や『マイティー・ジョー』など競合する特撮映画が多く公開されることから、商業的手腕に対し疑問を感じたユニバーサル映画は制作を凍結した。ジャクソンはこのころより『ロード・オブ・ザ・リング』の構想を具体化し始める。
2001年から2003年に公開されたJ・R・R・トールキンの『指輪物語』を原作とする『ロード・オブ・ザ・リング』三部作はニュージーランド国内で撮影を行い、壮大な映像表現による長編映画作品を完成させた。特に完結編である『ロード・オブ・ザ・リング/王の帰還』はアカデミー賞トップタイの11部門を受賞。ジャクソンもアカデミー監督賞とアカデミー脚色賞を受賞した。この偉業達成により世界的なフィルム・メーカーとなった。
『ロード・オブ・ザ・リング』の成功によりユニバーサル映画は再度ジャクソンに『キング・コング』の製作を依頼する。ジャクソンは長年の夢であった1933年制作の『キング・コング』のリメイク権を獲得し『キング・コング』を公開。自費で製作費の一部を捻出したこの作品でも成功を収めアカデミー賞3部門を受賞した。
2006年、マイクロソフトのゲーム『Halo』の映画化を発表したが、配給元の資金難を理由に無期限延期となった。その後はプロデューサー業に専念していたが、『Halo』の制作発表の際に集められたスタッフ及びキャストをプロデュースし2009年に『第9地区』を公開。3000万ドルの製作費で北米興行収入1億ドルを突破した。同年、アリス・シーボルドの同名ベストセラー小説を実写化した『ラブリーボーン』で監督に復帰。英国王室主催のチャリティーイベント「ロイヤル・フィルム・パフォーマンス」2009年度招待作品に選出されロンドンで上映会が開催された。
スティーヴン・スピルバーグが監督を担当する『タンタンの冒険旅行』CGアニメ映画シリーズ第1作目『タンタンの冒険/ユニコーン号の秘密』ではプロデューサー、また主にWETAデジタルでCGアニメーションの監修を担当する第一助監督として参加。きっかけは、当時実写での映像化を模索していたスピルバーグが、『ロード・オブ・ザ・リング』で用いられたモーション・キャプチャーの技術についてジャクソンに相談をもちかけたことによる。同作を実写ではなく3Dアニメーションとして製作する企画も、幼いころからタンタン・ファンであったジャクソンの発案であり、企画開発時から深く参加し、エンドクレジットには妻フランシス・ウォルシュや『ロード・オブ・ザ・リング』以降の共同脚本家フィリッパ・ボウエンも名を連ねている。
2008年に公式に製作がスタートした『ロード・オブ・ザ・リング』シリーズの前日譚「ホビットの冒険」を原作とした三部作映画『ホビット』では、監督にギレルモ・デル・トロを起用し、ジャクソンは脚本家・製作総指揮のみを務める予定であったが、スタジオの経営不振など相次ぐトラブルによる遅れでギレルモ・デル・トロが降板し、最終的にジャクソンが監督を務めることになった。
その後、同作の製作は順調に進み、2012年から2014年にかけて三部作が公開。監督としてはやむなく降板したデル・トロは、共同脚本としてクレジットに名を残している。
『指輪物語』の作者J・R・R・トールキンの友人でもあり映画ではサルマンを演じたイギリスの名優クリストファー・リーは、ジャクソンの手腕を高く買っていたのだが、『王の帰還』における自身の出演シーンを劇場版からカットした（エクステンデッド版では復活）ことに失望しジャクソンを痛烈に批判、不仲が噂された。しかし『ホビット』製作発表を受け、リーは別作品のインタビューの際に「また“中つ国”に戻りたいと思いますか？」という質問に対し「ああ、ニュージーランドだね。あの国にいるあの男の元でなら、あるいは、イエスだ」との旨を回答。2009年、ガンダルフ役のイアン・マッケランやその他のキャストと共に、サルマン役として『ホビット』への復帰が報じられた。その際、高齢でニュージーランドへの長旅が負担となるリーのために、ジャクソン始めスタッフ一同がイギリス・パインウッド・スタジオを訪れリーの場面を撮影した。
2014年、ハリウッドの殿堂入り。
2021年11月、WETAデジタルの一部を9億7500万ドルでユニティ・ソフトウェアに売却。これによりジャクソンの資産は15億ドルに達し、2022年のフォーブスのエンターテイナー部門で1位となった。
2021年にはザ・ビートルズのドキュメンタリー映画ザ・ビートルズ: Get Backを製作し、2023年11月に発表されたビートルズの最後の楽曲ナウ・アンド・ゼンのプロモーションビデオの監督も務めている。

## 私生活
ニュージーランド出身の映画制作者の多くが海外に活動拠点を移す一方、ジャクソンは自身のスタジオをウエリントン郊外の地元に置いている。また、早くからコンピューターを用いた視覚効果技術にも精通している。
『バッド・テイスト』で知り合ったシナリオライターフランシス・ウォルシュとの間に2人の子供がいる。ウォルシュはジャクソン作品の共同脚本・プロデューサーも務めており、『ロード・オブ・ザ・リング/二つの塔』ではゴラム/スメアゴルの対話シーンなどの演出も手掛けている。
自身が監督を務めた映画にはすべてカメオ出演しており、『さまよう魂たち』ではパンク・ファッションの通行人を演じたその日にテレビ・クルーの取材が入り、パンク・ファッションでインタビューを受けるジャクソンの姿が全国に放映され、それを見た両親の誤解を受けたという。また『ホット・ファズ -俺たちスーパーポリスメン!-』などにもカメオ出演しているが、小さな役柄での出演のためクレジットタイトルに名が載ることはない。また『タンタンの冒険/ユニコーン号の秘密』の最初のテスト映像では、ジャクソン自身がハドック船長を演じており、その姿はメイキングや「Art of The Adventure of Tintin」などで見ることができる。
『さまよう魂たち』や『ラブリーボーン』にはジャクソンの2人の子供たちが、『ラブリーボーン』にはジャクソン家の飼い犬もカメオ出演している。
『ロード・オブ・ザ・リング』の功績を評価され2001年にマッセー大学より名誉文学博士号を授与されている（同学位記はフランシス・ウォルシュへも授与されている）。
長らく肥満体形であり、髭と眼鏡がトレードマークであったが、近年ダイエットにより30kgの減量を果たし、中肉の体型となった。同時に近視を治す手術もしてトレードマークの眼鏡も外した。
2002年にエリザベス2世女王よりニュージーランド・メリット勲章（コンパニオン）を授与され、2009年12月31日に映画界への貢献によりニュージーランド・メリット勲章（ナイト）を授与され“サー (Sir)”の称号を得る。
また、大変な航空機マニアとしても知られている。ガルフストリーム G650を所有しており、マレーシア航空370便捜索隊に派遣した他、第一次世界大戦中の軍用機を専門とするプラモデルメーカー、「Wing nut wings(ウイングナットウイングス)」のオーナーでもある。

## フィルモグラフィー
| 年   | 作品名                                                                                 | クレジット | クレジット | クレジット         | 備考                               |
| 年   | 作品名                                                                                 | 監督       | 脚本       | 製作               | 備考                               |
| ---- | -------------------------------------------------------------------------------------- | ---------- | ---------- | ------------------ | ---------------------------------- |
| 1987 | バッド・テイスト Bad Taste                                                             | Yes        | Yes        |                    | 兼主演                             |
| 1989 | ミート・ザ・フィーブル 怒りのヒポポタマス Meet the Feebles Just the Feebles            | Yes        | Yes        | Yes                |                                    |
| 1992 | ブレインデッド Braindead Dead-Alive                                                    | Yes        | Yes        |                    |                                    |
| 1994 | 乙女の祈り Heavenly Creatures                                                          | Yes        | Yes        |                    |                                    |
| 1994 | Jack Brown Genius                                                                      |            | Yes        | Yes                |                                    |
| 1996 | 光と闇の伝説 コリン・マッケンジー Forgotten Silver                                     | Yes        | Yes        | Yes （製作総指揮） |                                    |
| 1996 | さまよう魂たち The Frighteners                                                         | Yes        | Yes        | Yes                |                                    |
| 2001 | ロード・オブ・ザ・リング The Lord of the Rings: The Fellowship of the Ring             | Yes        | Yes        | Yes                | 兼カメオ出演                       |
| 2002 | ロード・オブ・ザ・リング/二つの塔 The Lord of the Rings: The Two Towers                | Yes        | Yes        | Yes                | 兼カメオ出演                       |
| 2003 | ロード・オブ・ザ・リング/王の帰還 The Lord of the Rings: The Return of the King        | Yes        | Yes        | Yes                | 兼カメオ出演                       |
| 2005 | キング・コング King Kong                                                               | Yes        | Yes        | Yes                | 兼出演                             |
| 2009 | 第9地区 District 9                                                                     |            |            | Yes                | ニール・ブロムカンプ監督作品       |
| 2009 | ラブリーボーン The Lovely Bones                                                        | Yes        | Yes        | Yes                |                                    |
| 2011 | タンタンの冒険/ユニコーン号の秘密 The Adventures of Tintin: Secret of the Unicorn      |            |            | Yes                | スティーヴン・スピルバーグ監督作品 |
| 2012 | ホビット 思いがけない冒険 The Hobbit: An Unexpected Journey                            | Yes        | Yes        | Yes                | 兼カメオ出演                       |
| 2013 | ホビット 竜に奪われた王国 The Hobbit: The Desolation of Smaug                          | Yes        | Yes        | Yes                | 兼カメオ出演                       |
| 2014 | ホビット 決戦のゆくえ The Hobbit: The Battle of the Five Armies                        | Yes        | Yes        | Yes                | 兼カメオ出演                       |
| 2018 | 移動都市/モータル・エンジン Mortal Engines                                             |            | Yes        | Yes                |                                    |
| 2018 | 彼らは生きていた They Shall Not Grow Old                                               | Yes        |            | Yes                | ドキュメンタリー映画               |
| 2021 | ザ・ビートルズ: Get Back The Beatles: Get Back                                         | Yes        |            | Yes                | ドキュメンタリー映画               |
| 2024 | ロード・オブ・ザ・リング/ローハンの戦い The Lord of the Rings: The War of the Rohirrim |            |            | Yes                | アニメーション映画                 |
| 2027 | The Lord of the Rings: The Hunt for Gollum                                             |            |            | Yes                |                                    |

### 出演のみ
- アントラージュ★オレたちのハリウッド Entourage (2007) シーズン4、ゲスト出演
- ホット・ファズ -俺たちスーパーポリスメン!- Hot Fuzz (2007) サンタの格好をした泥棒役（ノンクレジット）

## 主な受賞歴
- ヴェネツィア国際映画祭銀獅子賞（1994年）
- 英国アカデミー賞監督賞（2001年）
- ゴールデングローブ賞監督賞（2003年）
- ロサンゼルス映画批評家協会賞監督賞（2003年）
- アカデミー賞監督賞（2004年）
- アカデミー賞脚色賞（2004年）
- ニュージーランド・メリット勲章（コンパニオン(CNZM)、2002年）
- ニュージーランド・メリット勲章（ナイト(KNZM)、2009年）